# Microrégion d'Anicuns
La microrégion d'Anicuns est l'une des cinq microrégions qui subdivisent le centre de l'État de Goiás au Brésil.
Elle comporte 13 municipalités qui regroupaient 104 214 habitants en 2006 pour une superficie totale de 5 465 km².

## Municipalités[1]
- Adelândia
- Americano do Brasil
- Anicuns
- Aurilândia
- Avelinópolis
- Buriti de Goiás
- Firminópolis
- Mossâmedes
- Nazário
- Sanclerlândia
- Santa Bárbara de Goiás
- São Luís de Montes Belos
- Turvânia